# Barastrotia metalophota
Barastrotia metalophota är en fjärilsart som beskrevs av George Francis Hampson 1898. Barastrotia metalophota ingår i släktet Barastrotia och familjen nattflyn. Inga underarter finns listade i Catalogue of Life.